# NGC 2824
NGC 2824 is een lensvormig sterrenstelsel in het sterrenbeeld Kreeft. Het hemelobject werd op 30 april 1864 ontdekt door de Duits-Deense astronoom Heinrich Louis d'Arrest. Vanaf de Aarde gezien wordt dit stelsel schijnbaar vergezeld door een ster van magnitude 6. Deze ster, HD 80217, die tot ons eigen melkwegstelsel behoort, bevindt zich op slechts een aantal boogseconden ten zuidoosten van NGC 2824.

## Synoniemen
- UGC 4933
- IRAS09160+2628
- MCG 4-22-31
- ZWG 121.57
- MK 394
- PGC 26330